# Арлінгтон (Небраска)
Арлінгтон (англ. Arlington) — селище (англ. village) в США, в окрузі Вашингтон штату Небраска. Населення — 1300 осіб (2020).

## Географія
Арлінгтон розташований за координатами 41°27′17″ пн. ш. 96°21′23″ зх. д. / 41.45472° пн. ш. 96.35639° зх. д. (41.454855, -96.356527).  За даними Бюро перепису населення США в 2010 році селище мало площу 1,55 км², уся площа — суходіл.

## Демографія
Згідно з переписом 2010 року, у селищі мешкали 1243 особи в 495 домогосподарствах у складі 344 родин. Густота населення становила 802 особи/км².  Було 524 помешкання (338/км²).
Расовий склад населення:
| - 97,9 % — білих - 0,5 % — азіатів - 0,3 % — корінних американців - 0,1 % — чорних або афроамериканців |

До двох чи більше рас належало 0,5 %. Частка іспаномовних становила 2,7 % від усіх жителів.
За віковим діапазоном населення розподілялося таким чином: 28,2 % — особи молодші 18 років, 56,6 % — особи у віці 18—64 років, 15,2 % — особи у віці 65 років та старші. Медіана віку мешканця становила 38,3 року. На 100 осіб жіночої статі у селищі припадало 94,8 чоловіків;  на 100 жінок у віці від 18 років та старших — 89,2 чоловіків також старших 18 років.
Середній дохід на одне домашнє господарство  становив 72 189 доларів США (медіана — 63 036), а середній дохід на одну сім'ю — 82 626 доларів (медіана — 74 688). За межею бідності перебувало 11,0 % осіб, у тому числі 13,1 % дітей у віці до 18 років та 4,5 % осіб у віці 65 років та старших.
Цивільне працевлаштоване населення становило 645 осіб. Основні галузі зайнятості: освіта, охорона здоров'я та соціальна допомога — 25,0 %, виробництво — 17,1 %, роздрібна торгівля — 15,7 %.